# ポリネシア航海協会
ポリネシア航海協会（—こうかいきょうかい; Polynesian Voyaging Society）は、1973年にハワイ州ホノルルに創設された非営利団体である。本部はホノルルのマリタイム・ミュージアムの2階に置かれている。
創設者は人類学者のベン・フィニー (Ben Finney)、画家・郷土史研究家のハーブ・カネ (Herb Kane)、社会活動家トミー・ホームズ (Tommy Holmes) の3人である。初代会長はベン・フィニー、3代目会長がマイロン・トンプソン、2006年4月現在の会長はナイノア・トンプソンである。
1975年、アメリカ合衆国建国200周年記念事業の一環として資金を獲得し、実験船「ホクレア」を建造。1976年以降、リモート・オセアニア海域の伝統的航海技術（スター・ナヴィゲーション）を利用した数々の実験航海を成功させている（詳しくはホクレアの項を参照）。
1995年には2艘目の航海カヌー「ハワイロア」を建造した他、クック諸島やアオテアロアなどポリネシア海域の先住民たちに、航海カヌーの操船技術やナイノア・トンプソンが考案した現代ハワイ式の推測航法術を教える活動も行っている。

## 日本航海の噂
ポリネシア航海協会が運行する航海カヌー「ホクレア」は、数年に一度、片道数千キロという大航海を行っている。これまでにタヒチ、アオテアロア、ラパ・ヌイなどを訪れているが、新たなホクレアの目的地として長年噂に上っているのが日本列島である。ホクレアの日本来航の噂は1990年代末から常に浮かんでは消え、2005年には正式発表寸前まで行った。しかしその都度、この計画は立ち消えとなり、ホクレアの来航を期待する人々を失望させている。

## 日本航海
2006年6月にはハワイ州観光局が2007年の日本航海計画を主要各紙に大々的に告知し、また8月には公式ウェブサイトにおいて、「2007 Voyages to Micronesia and Japan:A Celebration of Pacific Voyaging and Cultures」と名付けられた航海プロジェクトの概要を発表した。この航海はミクロネシア航海フェイズ「ク・ホロ・マウ」と日本航海フェイズ「ク・ホロ・ラ・コモハナ」からなるもので、公式ウェブサイトでは各フェイズにおけるスター・ナヴィゲーションの概要も示されている。
2007年1月19日にはハワイ島のカワイハエ港を出港した。